# Li Lingwei (athlétisme)
Pour les articles homonymes, voir Li Lingwei (badminton).
Li Lingwei (née le 26 janvier 1989 à Binzhou) est une athlète chinoise, spécialiste du lancer du javelot, médaillée d'argent aux championnats du monde de Londres en 2017.

## Biographie
Elle participe aux Jeux olympiques à Londres et aux Championnats du monde à Moscou. Elle est championne d'Asie à Pune.
Son meilleur lancer est de 65,11 m le 23 juin 2012 à Fuzhou, ancien record d'Asie.
Le 6 juillet 2017, Li Lingwei remporte son second titre de championne d'Asie après 2013 avec un jet à 63,06 m, nouveau record des Championnats.
Le 8 août, Li Lingwei devient vice-championne du monde de la discipline à l'occasion des Championnats du monde de Londres : en portant son record personnel à 66,25 m lors de la finale, elle bat des favorites pour le podium, comme la championne olympique en titre Sara Kolak, seulement 4e. La Chinoise est devancée de 51 centimètres par la Tchèque Barbora Špotáková, recordwoman du monde de la discipline. Elle succède par l'occasion à sa compatriote Lü Huihui, médaillée d'argent en titre, qui remporte le bronze dans ce concours.

## Palmarès
| Date | Compétition                   | Lieu        | Résultat | Marque  |
| ---- | ----------------------------- | ----------- | -------- | ------- |
| 2006 | Championnats du monde juniors | Pékin       | 8e       | 54,26 m |
| 2008 | Championnats d'Asie juniors   | Djakarta    | 1re      | 54,72 m |
| 2008 | Championnats du monde juniors | Bydgoszcz   | 2e       | 59,25 m |
| 2009 | Championnats d'Asie           | Canton      | 2e       | 55,13 m |
| 2010 | Jeux asiatiques               | Canton      | 3e       | 57,61 m |
| 2013 | Championnats d'Asie           | Pune        | 1re      | 60,65 m |
| 2013 | Championnats du monde         | Moscou      | 7e       | 61,30 m |
| 2014 | Jeux asiatiques               | Incheon     | 2e       | 61,43 m |
| 2015 | Championnats du monde         | Pékin       | 5e       | 64,10 m |
| 2017 | Championnats d'Asie           | Bhubaneswar | 1re      | 63,06 m |
| 2017 | Championnats du monde         | Londres     | 2e       | 66,25 m |

## Records
| Épreuve           | Performance | Lieu    | Date        |
| ----------------- | ----------- | ------- | ----------- |
| Lancer du javelot | 66,25 m     | Londres | 8 août 2017 |